# Dicranomyia (Dicranomyia) muta
Dicranomyia (Dicranomyia) muta is een tweevleugelige uit de familie steltmuggen (Limoniidae). De soort komt voor in het Australaziatisch gebied.